# Буляково (Чекмагушевский район)
Буля́ково (баш. Бүләк) — деревня в Чекмагушевском районе Республики Башкортостан Российской Федерации. Входит в состав Резяповского сельсовета. 

## География

### Географическое положение
Расстояние до:
- районного центра (Чекмагуш): 29 км,
- ближайшей ж/д станции (Буздяк): 87 км.

## Население
| 2002 | 2009 | 2010 |
| ---- | ---- | ---- |
| 35   | ↘29  | ↘20  |

Национальный состав
Согласно переписи 2002 года, преобладающая национальность — башкиры (77 %).